# Maltypus bhutanensis
Maltypus bhutanensis es una especie de coleóptero de la familia Cantharidae.

## Distribución geográfica
Habita en Bután.